# Townj
Townj é uma cidade do Afeganistão, localizada na província de Balkh.